# Luís Amado
Luís Filipe Marques Amado (ur. 17 września 1953 w Lizbonie) – portugalski polityk i ekonomista, działacz Partii Socjalistycznej, parlamentarzysta, w latach 2005–2006 minister obrony narodowej, od 2006 do 2011 minister spraw zagranicznych.

## Życiorys
Absolwent ekonomii na Universidade Técnica de Lisboa. Kształcił się również w Instytucie Obrony Narodowej. Pracował jako konsultant, a także w portugalskim trybunale obrachunkowym (Tribunal de Contas). Jako profesor wizytujący wykładał na Georgetown University.
Zaangażował się w działalność polityczną w ramach Partii Socjalistycznej. Był posłem do regionalnego parlamentu Madery. Trzykrotnie (1991, 1995 i 2005) uzyskiwał mandat deputowanego do Zgromadzenia Republiki. W październiku 1995 dołączył do rządu Antónia Guterresa jako zastępca sekretarza stanu w resorcie administracji i spraw wewnętrznych. W listopadzie 1997 przeszedł na stanowisko sekretarza stanu do spraw zagranicznych i współpracy, które zajmował do kwietnia 2002. Powrócił do administracji rządowej w marcu 2005, kiedy to nowy premier José Sócrates powierzył mu pełnienie funkcji ministra obrony narodowej. W lipcu 2006 zastąpił Dioga Freitasa do Amarala na stanowisku ministra spraw zagranicznych. Urząd ten sprawował również w drugim gabinecie José Sócratesa do czerwca 2011.
Został później m.in. członkiem Europejskiej Rady Spraw Zagranicznych.

## Odznaczenia
- Krzyż Wielki Orderu Chrystusa (Portugalia, 2009)[2]
- Wielki Oficer Orderu Narodowego Zasługi (Francja, 1999)[3]
- Krzyż Wielki Order Honoru (Grecja, 2000)[3]
- Krzyż Wielki Order Izabeli Katolickiej (Hiszpania, 2000)[3]
- Krzyż Wielki Orderu Leopolda II (Belgia, 2003)[3]
- Krzyż Wielki Orderu Zasługi Cywilnej (Hiszpania, 2007)[3]
- Krzyż Wielki Orderu Zasługi RP (Polska, 2008)[4]
- Krzyż Wielki Order Zasługi (Norwegia, 2009)[3]
- Krzyż Wielki Orderu Świętego Grzegorza Wielkiego (Watykan, 2010)[3]
- Krzyż Wielki Orderu Korony Dębowej (Luksemburg, 2010)[3]